# Deivid
Deivid, właśc. Deivid de Souza (ur. 22 października 1979 w Nova Iguaçu) – brazylijski piłkarz i trener piłkarski.

## Kariera
Na początku sezonu 2005/2006 został pozyskany z Santos FC do zespołu Sporting CP za 3,5 miliona €. Następnie Deivid został przeniesiony do Fenerbahçe SK w sierpniu 2006 za 4,5 miliona €. Zdobył 2 gole przeciw Trabzonsporowi 13 maja 2007, co pomogło Fenerbahçe wygrać Turecką Superligę Piłkarską. Pozostałe występy w zespole były słabe i wydawało się pewne, że jego kontrakt zostanie rozwiązany.
Deivid okazał się jednak gwiazdą obozu treningu przedsezonowego i zdobył ważnego gola przeciwko Beşiktaş JK w finale Superpucharu Turcji oraz 19 września 2007 zdobył decydującego gola przeciw Interowi Mediolan w pierwszym meczu eliminacji Ligi Mistrzów UEFA (2007/2008) na stadionie Şükrü Saracoğlu. W ćwierćfinale Ligi Mistrzów 2007/2008 w meczu przeciwko Chelsea F.C. zaskoczył własnego bramkarza – strzelił gola samobójczego. Jednak w końcówce meczu zrehabilitował się strzelając piękną bramkę z 30 metrów, która dała Fenerbahçe zwycięstwo 2:1.